# Xã Milo, Quận Bureau, Illinois
Xã Milo (tiếng Anh: Milo Township) là một xã thuộc quận Bureau, tiểu bang Illinois, Hoa Kỳ. Năm 2010, dân số của xã này là 207 người.